# Doris Schmidts
Doris Christinne Schmidts (* 10. Oktober 1988 in Kronstadt, Rumänien) ist eine deutsche Schönheitskönigin aus Karlsruhe-Durlach mit siebenbürgisch-sächsischer Herkunft. Sie wurde am 14. Februar 2009 im Europa-Park Rust zur Miss Germany gewählt. Zum Zeitpunkt des Wettbewerbs war Schmidts BWL-Studentin an der Fachhochschule Heilbronn. Die 178 cm große braunhaarige Frau mit braunen Augen trat als Miss Baden-Württemberg an und setzte sich gegen 22 Konkurrentinnen durch.
Nach dem Gewinn des Miss-Germany-Titels war Doris Schmidts mehrere Jahre lang als Model und Moderatorin tätig.